# Damian Thüne
Damian Thüne (* 19. Juni 1996) ist ein deutscher Schauspieler.

## Leben

### Ausbildung
Damian Thüne wuchs in Kreuzebra in Thüringen auf und sammelte bereits 2009 erste Schauspielerfahrungen in der 3K – Theaterwerkstatt in Mühlhausen (Thüringen). Unter anderem war er dort in Inszenierungen wie Krabat, Ein Sommernachtstraum oder auch Der Glöckner von Notre Dame zu sehen.
Von 2016 bis 2019 studierte er Theaterwissenschaften (Schwerpunkt Schauspiel/Regie) an der Universität Leipzig.
2016 spielte er im ARD Krimifilm Kommissarin Louise Bonì – Jäger in der Nacht die Rolle des Dennis. In der 19. und 20. Staffel der Fernsehserie Schloss Einstein verkörperte er den FSJler Remo Vage.
Sein erster Kinofilm kam 2017 in die deutschen Kinos und trägt den Titel Jugend ohne Gott. Dort spielte Thüne die Rolle „Wladim“. Im Film Julia muss sterben (2020) von Marco Gadge spielte er „Mario“.

### Privates
Damian Thüne ist ledig und lebt in Leipzig. Er ist Mitglied in der Katholischen Landjugendbewegung. Außerdem hat er sich als ehrenamtlicher Diözesanvorsitzender im Bund der Deutschen Katholischen Jugend im Diözesanverband Erfurt engagiert.

## Filmografie
- 2015: Käthe Kruse (Fernsehfilm)
- 2016–2017: Schloss Einstein (Fernsehserie)
- 2016: Kommissarin Louise Bonì – Jäger in der Nacht (Fernsehfilm)
- 2016: Aktenzeichen XY … ungelöst
- 2017: SOKO Leipzig
- 2017: Jugend ohne Gott (Kinofilm)
- 2018: Team 13 – Freundschaft zählt
- 2019: SOKO Köln
- 2019: SOKO München
- 2019: Die Neue Zeit (Fernsehserie)
- 2019: True Story
- 2019: Bettys Diagnose – Bekenntnisse
- 2020: Großstadtrevier – Kleine Haie, fette Fische
- 2020: Ethno (Fernsehserie)
- 2020: Wolfsland: Das Kind vom Finstertor (Fernsehfilm)
- 2020: Julia muss sterben (Kinofilm)
- 2021: Fabian oder Der Gang vor die Hunde (Kinofilm)
- 2021: Eldorado KaDeWe – Jetzt ist unsere Zeit (Fernsehserie)
- 2022: Das Wunder von Kapstadt (Fernsehfilm)
- 2023: Wolfsland: Das schwarze Herz (Fernsehreihe)

## Bühne
- 2017: Spring Awakening – Ein Musical, Oper Halle[9]